# Кориляно-Росано
Кориля̀но-Роса̀но (на италиански: Corigliano-Rossano) е община в Южна Италия, провинция Козенца, регион Калабрия. Административен център на общината е град Кориляно Калабро (Corigliano Calabro), който е разположен на 210 m надморска височина. Населението на общината е 77 119 души (към 2019 г.).
Общината е създадена в 1 януари 2018 г. Тя се състои от предшествуващите общини Кориляно Калабро и Росано.